# Tianjin Open 2014
Tianjin Open 2014 — професійний тенісний турнір, що проходив на кортах з твердим покриттям. Це був перший за ліком турнір. Належав до Туру WTA 2014. Відбувся в Тяньдзіні (Китай). Тривав з 6 до 12 жовтня 2014 року.

## Очки і призові

### Нарахування очок
| Дисципліна       | П   | Ф   | ПФ  | ЧФ | 1/8 | 1/16 | Q   | Q3  | Q2  | Q1  |
| Одиночний розряд | 280 | 180 | 110 | 60 | 30  | 1    | 18  | 14  | 10  | 1   |
| Парний розряд    | 280 | 180 | 110 | 60 | 1   | Н/Д  | Н/Д | Н/Д | Н/Д | Н/Д |

### Призові гроші
| Дисципліна       | П       | Ф       | ПФ      | ЧФ     | 1/8    | 1/161  | Q3     | Q2   | Q1   |
| Одиночний розряд | $43,000 | $21,400 | $11,300 | $5,900 | $3,310 | $1,925 | $1,005 | $730 | $530 |
| Парний розряд *  | $12,300 | $6,400  | $3,435  | $1,820 | $960   | Н/Д    | Н/Д    | Н/Д  | Н/Д  |

1 Кваліфаєри отримують і призові гроші 1/16 фіналу

* на пару

## Учасниці основної сітки в одиночному розряді

### Сіяні
| Країна      | Гравчиня         | Рейтинг1 | Сіяна |
| ----------- | ---------------- | -------- | ----- |
| Сербія      | Єлена Янкович    | 11       | 1     |
| КНР         | Пен Шуай         | 24       | 2     |
| Швейцарія   | Белінда Бенчич   | 34       | 3     |
| США         | Варвара Лепченко | 35       | 4     |
| КНР         | Ч Шуай           | 48       | 5     |
| США         | Алісон Ріск      | 60       | 6     |
| Пуерто-Рико | Моніка Пуїг      | 64       | 7     |
| Хорватія    | Айла Томлянович  | 69       | 8     |

- 1 Рейтинг подано станом на 29 вересня 2014

### Інші учасниці
Нижче наведено учасниць, які отримали вайлдкард на участь в основній сітці:
- Лю Фанчжоу
- Франческа Ск'явоне
- Wu Ho-ching

Нижче наведено гравчинь, які пробились в основну сітку через стадію кваліфікації:
- Людмила Кіченок
- Надія Кіченок
- Єлизавета Кулічкова
- Шахар Пеєр

### Відмовились від участі
До початку турніру
- Даніела Гантухова (травма лівого коліна)
- Джоанна Конта
- Ярослава Шведова
- Леся Цуренко
- Яніна Вікмаєр (алергічна інфекція)
- Александра Возняк
- Віра Звонарьова

Під час турніру
- Роміна Опранді (вірусне захворювання)

### Знялись
- Пен Шуай (виснаження)

## Учасниці основної сітки в парному розряді

### Сіяні
| Країна            | Гравчиня        | Країна    | Гравчиня            | Рейтинг1 | Сіяна |
| ----------------- | --------------- | --------- | ------------------- | -------- | ----- |
| Швейцарія         | Мартіна Хінгіс  | Італія    | Флавія Пеннетта     | 28       | 1     |
| Росія             | Алла Кудрявцева | Австралія | Анастасія Родіонова | 38       | 2     |
| США               | Алісон Ріск     | Хорватія  | Айла Томлянович     | 160      | 3     |
| Китайський Тайбей | Чжань Цзіньвей  | КНР       | Сюй Їфань           | 169      | 4     |

- 1 Рейтинг подано станом на 29 вересня 2014

### Відмовились від участі
Під час турніру
- Роміна Опранді (вірусне захворювання)

## Переможниці

### Одиночний розряд
- Алісон Ріск —  Белінда Бенчич, 6–3, 6–4

### Парний розряд
- Алла Кудрявцева /  Анастасія Родіонова —  Сорана Кирстя /  Андрея Клепач, 6–7(6–8), 6–2, [10–8]